# Вокзальный спуск
Вокзальный спуск — очень короткая, около 100 м, улица в исторической части Владимира. Проходит, как продолжение Богословского переулка, от улицы Карла Маркса до Вокзальной улицы. Важная транспортная магистраль, соединяющая центр города с привокзальной площадью и железнодорожным и автовокзалом.

## История

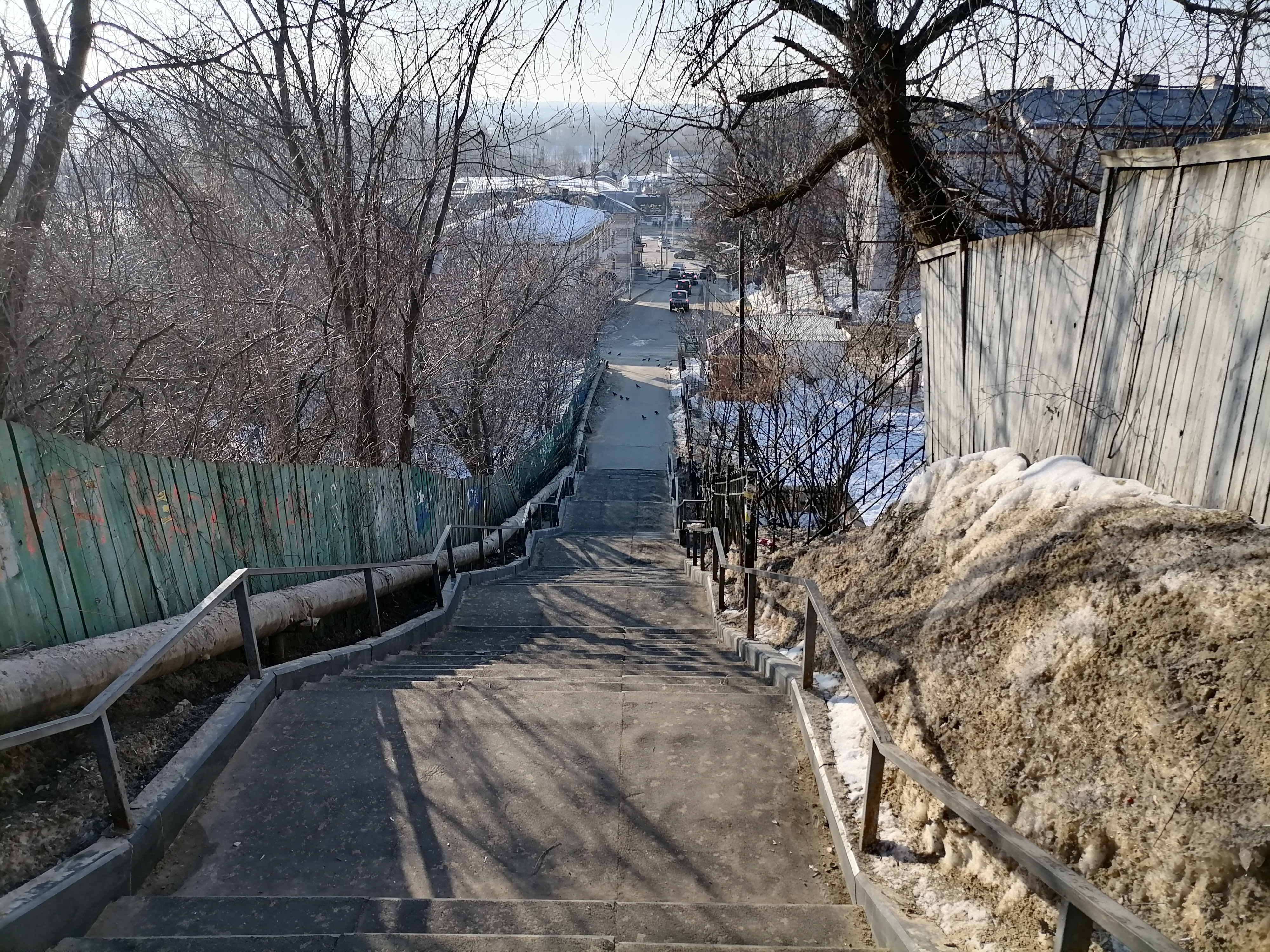
Богословский переулок и Вокзальный спуск

Улицу пересекал высокий, до 20 метров в высоту, вал, который после разборки стоявших на нём деревянных стен и башен утратил все признаки крепостного сооружения и выглядел лишь высокой горой.
Весной 1860 года началась прокладка в город и дальше железной дороги. После прокладки железной дороги эта городская окраина стала приобретать соответствующий вид — у железнодорожного вокзала появились жилые дома, нефтяные баки, склады пиломатериалов. стали Застраивались примыкающие железной дороге огороды, в 1862 году был построен каменный двухэтажный дом с лавкой и харчевней «с видом на железнодорожную линию» купцов Ф. А. и Н. В. Боровецких, каменный двухэтажный дом с подвалом и лавкой купчихи М. А. Мартыновой.
В конце 1867 года территория огородов была разбита под застройку жилыми кварталами. Здесь стали селиться крестьяне, ведущие в городе свои торговые и ремесленные дела. Появились мелкие производства (мукомольная мельница купца А. Н. Никитина, вскоре перестроенная им под ткацкую фабрику с самоткацкими станками, он же построил казармы для нижних воинских чинов, а для рабочих — каменный трёхэтажный корпус). На территории вокруг Мироносицкой церкви жили священник её прихода Егор Георгиевич Колоколов, семьи мещан. Свои дома строили купцы, одну из лучших гостиниц в городе держал купец Лукьянов.
В 1893 году по спуску от вокзала в город прошёл В. И. Ленин, прибывший на встречу с местным революционером-марксистом Н. Е. Федосеевым, впрочем так и не состоявшуюся:

Перед Лениным открылась удивительно живописная панорама старого Владимира. Он увидел древний городской вал и соборы мировой известности — Успенский и Дмитриевский. А земляной вал обрамляло ожерелье крепостных стен Рождественского монастыря. Правее находилась красивая Богородицкая церковь. На площади стояли извозчики из Ямской слободы и деревни Левино.

16 (29) мая 1913 года по спуску пешим (в задумчивой отрешенности) прошёл император Николай II, прибывший в город с семьей на поезде (отмечалось трёхсотлетие Дома Романовых): украшая шествие государя спереди на белых конях двигались гвардейцы, позади следовали гордые, взволнованные гимназистки в белых шляпках, за ними старательно маршировали в серых форменных костюмчиках гимназисты.
Название Вокзальный спуск подтверждено постановлением президиума Владимирского горсовета, зафиксированном протоколом № 55 от 24 декабря 1927.
От жильцов окрестных домов, прибывающих и убывающих из города пассажиров, часто поступали жалобы на неустройство территории, лестницу, проход по которой грозило увечьем, мусор, антисанитарию заведений питания, массу асоциальных элементов,
В 1929 году снесена стоявшая на углу с улицей Карла Маркса Мироносицкая церковь. В советское время была снесена вся дореволюционная застройка у выхода спуска на Вокзальную улицу.
В годы Великой Отечественной войны в д. 5 на Вокзальном спуске размещалась редакция газеты «Стахановец».
24 мая 2001 года у лестницы Вокзального спуска был установлен Поклонный крест в память о снесённой в 1929 году церкви Святых жен-мироносиц (Мироносицкой).

## Достопримечательности
Часовня Жён-Мироносиц (2003)
Мурал на д. 1